# Barlabás
Barlabás (románul: Bârlibaș) falu Romániában, Maros megyében. Közigazgatásilag Uzdiszentpéter községhez tartozik.

## Fekvése
A Szulice völgyében fekszik, kb. 360 m-es tengerszint feletti magasságban, Marosvásárhelytől 40 km-re északnyugatra, a Mezőség középső részén.